# Hostinec Na Betáni
Hostinec Na Betáni je bývalý zájezdní hostinec v Praze 4-Kunraticích v ulici Vídeňská.

## Historie
V místech Betáně byl údajně hostinec již za krále Václava IV. Dne 27. června 1832 jej za 3146 zlatých koupil Antonín Sechter s manželkou Mandalénou a po něm jej 3. února 1849 převzal syn Václav Sechter, který byl v letech 1855–1869 starostou Kunratic. V rodě Sechterů již zůstal.
Součástí zájezdního hostince byla kovárna a pekárna; jeho dvůr byl průjezdný. Vyhořel a musel být přestavěn. Dochovalo se sklepení, základy a obvodové zdi.